# Pic de la Tosa
El Pic de la Tosa, o Pedró de la Tosa, és una muntanya de 2.403,5 metres d'altitud situada en el terme municipal de Porta, de l'Alta Cerdanya, a la Catalunya del Nord, però molt a prop del límit amb Guils de Cerdanya, de la Baixa Cerdanya. Està situat a l'extrem sud de la zona occidental del terme de Porta, al nord-oest del de Guils de Cerdanya.
És destí freqüent de moltes de les rutes d'excursionisme del sud del terme de Porta i del nord dels de Guils de Cerdanya i Meranges.